# Fehérfarkú erszényesnyúl
A fehérfarkú erszényesnyúl (Macrotis leucura) más néven kis erszényesnyúl vagy kis bilbi az emlősök (Mammalia) osztályának az erszényesek (Marsupialia) alosztályágába, ezen belül a bandikutalakúak (Peramelemorphia) rendjébe és az erszényesnyúlfélék (Thylacomyidae) családjába tartozó kihalt faj.

## Előfordulása
Ausztrália területén élt. Két populációja volt. Az egyik Dél-Ausztrália állam északkeleti részén, valamint az Északi terület csatlakozó részein élt, míg a másik Nyugat-Ausztrália keleti részén és az Északi Terület délnyugati csücskében fordult elő.
Kifejezetten száraz környezetben, félsivatagi, sivatagi körülmények között élt.

## Megjelenése
Testhossza 20-27 centiméter, farokhossza 12-17 centiméter, súlya 300-400 gramm volt.
Finom szálú, selymes szőrzete testének felső részén szürkésbarna, míg hasán fehér színű volt.
Hosszú farka sűrű szőrzetű bojtban végződött, mely nagyobb méretű rokonfajától eltérően teljes egészében fehér színű volt.
Fejét igen karakterisztikussá tette hosszú bajsza és nagy fülei.

## Életmódja
A faj életmódjáról kevés információt tudunk. Mint a bandikutok többsége, ez a faj is kifejezetten éjszakai életmódú volt. A nappalt saját maga ásta üregben töltötte.
Tápláléka feltehetően rovarokból, egyéb kis méretű állatokból és gyökerekből állt.

## Kihalása
A faj drasztikus méretű állománycsökkenése a 20. század elején kezdődött meg. Nagyarányú megritkulását, majd kihalását is a betelepített ragadozók (elsősorban a vörös rókák és az elvadult macskák) okozták. Emellett a szintén betelepített üregi nyulak által okozott nagymérvű változások a növényzetben is közrejátszott a faj eltűnésében, mivel így kevesebb fedezéket talált, ahová a ragadozók elől el tudott rejtőzni.
Utolsó hiteles észlelése 1931-ből van. Az ausztrál őslakosok beszámolói szerint, ők még az 1960-as években is találkoztak a faj egyedeivel, de azóta ők sem látták, így mára nagy valószínűséggel a faj végleg kihalt.

### Fordítás
- Ez a szócikk részben vagy egészben  a   Kleiner Kaninchennasenbeutler című német Wikipédia-szócikk fordításán alapul.  Az eredeti cikk szerkesztőit annak laptörténete sorolja fel. Ez a jelzés csupán a megfogalmazás eredetét és a szerzői jogokat jelzi, nem szolgál a cikkben szereplő információk forrásmegjelöléseként.